# Lijst van boeken van Geronimo Stilton
Dit is een lijst van boeken van Geronimo Stilton.
In deze lijst worden alle Nederlandstalige uitgaven opgenomen die worden uitgegeven in de Geronimo Stilton-franchise. Tussen haakjes staat telkens de datum van verschijnen.
Er lopen in deze franchise diverse reeksen. In sommige boeken is Geronimo Stilton de hoofdfiguur, in andere boeken is dat niet zo. De delen van een serie sluiten onderling op elkaar aan, de verschillende series zelf doen dat niet noodzakelijkerwijs.

## Leesboeken
De reguliere serie leesboeken van Geronimo Stilton verschijnt als gebonden boek.
1. Mijn naam is Stilton, Geronimo Stilton (26 januari 2003)
2. Een noodkreet uit Transmuizanië (1 februari 2003)
3. Piraten van de Zilveren Kattenklauw (12 februari 2003)
4. Het Geheimzinnige geschrift van Nostradamuis (27 februari 2003)
5. Het Mysterie van de gezonken schat (26 april 2003)
6. Het raadsel van de Kaaspiramide (21 oktober 2003)
7. Bungelend aan een staartje (13 mei 2004)
8. De familie Duistermuis (13 mei 2004)
9. Echte muizenliefde is als kaas (7 september 2004)
10. Een plus een is een teveel (18 januari 2005)
11. De glimlach van Lisa (6 augustus 2005)
12. Knagers in het donkere woud (7 september 2005)
13. Kaas op wielen (15 september 2007)
14. Vlinders in je buik (10 november 2005)
15. Het is Kerstmis, Geronimo!**** (15 november 2005)
16. Het oog van smaragd (20 januari 2006)
17. Het spook van de metro (24 januari 2006)
18. De voetbalkampioen (17 maart 2006)
19. Het kasteel van markies Kattebas (18 maart 2006)
20. Prettige vakantie, Stilton?! (12 mei 2006)
21. Een koffer vol spelletjes (13 mei 2006)
22. De geheimzinnige kaasdief (19 juli 2006)
23. Weekend met een gaatje (25 oktober 2006)
24. Halloween, lach of ik schiet (27 oktober 2006)
25. Griezelquiz op leven en dood (19 februari 2007
26. Gi-Ga geitenkaas, ik heb gewonnen (21 april 2007)
27. Een muizenissige Vakantie (28 juni 2007)
28. Welkom op kasteel vrekkenstein (18 augustus 2007)
29. De rimboe in met Patty Spring (16 februari 2008)
30. Vier knagers in het Wilde Westen (20 juli 2008)
31. Geheime missie: Olympische Spelen (25 juli 2008)
32. Het geheim van Kerstmis**** (12 november 2008)
33. De mysterieuze mummie (7 februari 2009)
34. Ik ben geen Supermuis! (9 mei 2009)
35. Geheim agent Nul Nul K (12 september 2009)
36. Een diefstal om van te smullen (1 februari 2010)
37. Red de witte walvis! (22 mei 2010)
38. De indiaan met het gouden hart (26 juni 2010)
39. Terug naar kasteel Vrekkenstein (24 juli 2010)
40. De roof van de gi-ga-diamant (15 november 2010)
41. Oei, oei, ik zit in de knoei! (4 januari 2011)
42. De ontdekking van de superparel (12 maart 2011)
43. Wie heeft Schrokopje ontvoerd?* (26 mei 2011)
44. Dertien spoken voor Duifje Duistermuis* (26 mei 2011)
45. Het hollende harnas (9 juni 2011)
46. Goud in gevaar (15 oktober 2011)
47. De schat van de duikelende dakhazen (16 oktober 2011)
48. Duifje, het spijt me!** (22 december 2011)
49. Een monsterlijk mysterie** (22 december 2011)
50. De karatekampioen (7 februari 2012)
51. Schattenjacht in de Zwarte Heuvels (5 maart 2012)
52. De schat van de spookpiraat (10 mei 2012)
53. De kristallen gondel (6 juni 2012)
54. S.O.S. uit de ruimte! (7 augustus 2012)
55. Het monster van Lago Lago (15 oktober 2012)
56. Een muizenissige kerst in New York**** (23 november 2012)
57. Samoerai op ninjajacht*** (17 januari 2013)
58. Grote griezels:een gruwelsaurus! (25 februari 2013)
59. Rokfords rattige roddelpers (1 mei 2013)
60. Op zoek naar de Rode Havik (1 juni 2013)
61. Wielrennen is écht mijn sport (12 juni 2013)
62. Geronimo moet verhuizen (2 juli 2013)
63. De verloren vampier (23 oktober 2013)
64. Wie wordt de nieuwe meesterchef? (7 december 2013)
65. Een magische kerst (2 december 2013)
66. Het leven lijkt een rodeo (17 januari 2014)
67. Op missie in Moskou (1 februari 2014)
68. De schat van Paaseiland (3 april 2014)
69. Bombarie in Brazilië (1 mei 2014)
70. Het raadsel van Londen*** (30 juni 2014)
71. De roof van het gouden boek (26 juli 2014)
72. Geef gas, Geronimo! (13 september 2014)
73. Ridder voor een dag (28 december 2017)
74. Een scheve schaats (28 december 2017)
75. Expeditie Zonnesteek (23 januari 2018)
76. Het woeste Wilde Westen (14 augustus 2018)
77. Blubber! Bliep, bliep! (20 november 2018)
78. Het kasteel van de 100 verhalen -herziene versie- (21 december 2018)
79. Blozosaurus zoekt huis (30 april 2019)
80. Het toverslot (26 juni 2019)
81. Een bloedstollende middernacht (19 september 2019)
82. Toernooi op het toverslot (30 november 2019)
83. Babydino vermist (1 maart 2020)
84. Tricerapoep onder de loep (11 juni 2020)
85. Gi-ga-gefeliciteerd (14 juli 2020)
86. Onderwater piraten (5 oktober 2020)
87. Boven op Stanktop (4 november 2020)
88. De laatste draak (19 november 2020)
89. Vuilnis is niet vies (6 april 2021)
90. Alleen losers spelen vals! (30 juli 2021)

2.01 Niets is wat het lijkt (11 mei 2022)
2.01 Wie scoort er op het skateboard? (11 mei 2022)
2.03 Ben ik een influencer?! (31 oktober 2022)
Opmerkingen
* Wie heeft Schrokopje ontvoerd? en Dertien spoken voor Duifje Duistermuis maken deel uit van hetzelfde boek.
** Duifje, het spijt me! en Een monsterlijk mysterie maken deel uit van hetzelfde boek.
*** Samoerai op ninjajacht en Het raadsel van Londen zijn er ook als Makkelijk Lezen-boek – boeken met aangepast lettertype, meer regelafstand, grotere letters, extra witregels en minder moeilijke woorden.
-   -     -       - Het is Kerstmis, Geronimo!, Het geheim van Kerstmis en Een muizenissige kerst in New York verschenen ook gebundeld in Vrolijk kerstfeest met de Stiltons.

## Groene reeks
De Groene Reeks is de eerste reeks van zes boeken uit een serie die herkenbaar is aan de kleur van de rug en de strook onderaan het boek.
1. Het kasteel van de 100 verhalen (18 februari 2015)
2. Snottebellenslakkensoep? Heerlijk! (17 april 2015)
3. Pukkelpaniek! (19 augustus 2015)
4. Hoe vang je een mummie? (15 december 2015)
5. Muis overboord (10 februari 2016)
6. Griezelen in de achtbaan (12 april 2016)

## Rode reeks
De Rode Reeks is de tweede reeks van zes boeken uit een serie die herkenbaar is aan de kleur van de rug en de strook onderaan het boek.
1. De grote voetbalfinale (23 mei 2016)
2. Bollywood op Stelten (22 augustus 2016)
3. De gruwelshow (3 september 2016)
4. Wat moet ik met een mammoet? (10 december 2016)
5. Complot op het Schedelslot (10 februari 2017)
6. Het spookt in Rome (13 april 2017)

## Overige boeken
1. Vleermuisgespuis (17 augustus 2017)
2. Vrolijk kerstfeest met de Stiltons (15 oktober 2020)

## AVI-boeken
1. Samoerai op ninjajacht (AVI-M5)
2. Vier knagers in het Wilde Westen (AVI-E4) (14 oktober 2017)
3. Ik ben geen topmuis (AVI-E3) (14 oktober 2017)
4. Red de witte walvis (AVI-E3) (21 maart 2018)
5. SOS uit de ruimte (AVI-E4) (23 maart 2018)
6. Het raadsel van de schat (AVI-M4) (15 juni 2018)
7. De rimboe in (AVI-E3) (16 januari 2019)
8. Mijn huis te koop! (AVI-M3) (31 augustus 2018)
9. Kijk en lees - Wat een feest (AVI-Start) (19 september 2018)
10. Bungelend aan een staartje (AVI-M3) (20 november 2018)
11. Held van het veld! (AVI-E3) (16 januari 2019)
12. Kijk en lees - Sport je mee? (AVI Start/M3) (16 januari 2019)
13. Hoe vang je een mummie? - Samenleesboek (AVI Start/M3) (18 april 2019)
14. Op weg (AVI-Start) (20 augustus 2019)
15. Waar is de kaas? (AVI-M3) (22 augustus 2019)
16. Hap hap (AVI-Start) (17 september 2019)
17. het beest in het meer (AVI-M3) (17 september 2019)
18. in het gips (AVI-M3) (17 september 2019)
19. Griezelen in de achtbaan (AVI-M5) (17 september 2019)
20. Een sleutel voor elk slot (AVI-E3) (15 januari 2020)
21. De mummie zonder naam (AVI-E4) (15 januari 2020)
22. Het oog van de zee (AVI-M4) (15 juli 2020)
23. is dat een rat? - Samenleesboek (AVI Start/M3) (17 augustus 2020)
24. ik wil alles! (AVI-M3) (17 augustus 2020)
25. Het raadsel van Londen (AVI-M5) (18 september 2020)
26. De schat van het spook (AVI E3) (3 maart 2021)
27. De Stenen Grapjas (AVI E4) (3 maart 2021)
28. Pas op voor de draken (deel 1) (AVI M4) (16 juni 2021)
29. Pas op voor de draken! (deel 2) (AVI M4) (22 september 2021)
30. Weet je nog een spelletje? (AVI M4) (17 juni 2022)
31. Red de paarden (AVI E3) (16 september 2013) - Thea Stilton
32. Wie wint de dans (AVI M4) (7 september 2021) - Thea Stilton
33. Kanjer van een feest (AVI E4) (8 december 2021) - Thea Stilton
34. Ga mee naar de top (AVI E3) (8 december 2021) - Thea Stilton
35. De klos in het bos (AVI E3) (13 september 2022) - Thea Stilton
36. Zing je gek (AVI E4) (01 december 2022) - Thea Stilton
37. De keizer wil een schat (AVI E4) (17 juni 2022)

## Fantasia
Deze boeken gaan over Geronimo's reizen naar het rijk Fantasia.
1. Fantasia (22 november 2004)
2. Fantasia II - De speurtocht naar geluk (21 september 2005)
3. Fantasia III (24 april 2008, tot XI hebben sommige delen geen title anders dan Fantasia en een romeins cijfer)
4. Fantasia IV - Het drakenei (26 mei 2009)
5. Fantasia V (28 juni 2010)
6. Fantasia VI (17 oktober 2011)
7. Fantasia VII (18 oktober 2012)
8. Fantasia VIII (18 oktober 2013)
9. Fantasia IX - De fenomenale reis (17 oktober 2014)
10. Fantasia X (16 oktober 2015)
11. Fantasia XI - de duistere driemaster (18 oktober 2016)
12. Fantasia XII - Het vlammenravijn (18 oktober 2017)
13. Lang Leve Fantasia - Mega Magische Jubileumeditie (18 november 2017)
14. Fantasia XIII - Het drakeneiland (16 oktober 2018)
15. Fantasia XIV - Terug in de tijd (16 oktober 2019)
16. Fantasia XV - Het leger der ontzichtbaren (20 oktober 2020)
17. Fantasia XVI - De Bewakers van Fantasia (7 oktober 2021)
18. Fantasia XVII - De Verloren Verbeelding (19 oktober 2022)
19. Fantasia XVIII - De magische bibliotheek (18 oktober 2023)
20. Fantasia XIX - Een magische reis naar Fantasia (6 oktober 2024)

## Avonturen in Fantasia
Deze minireeks boeken gaan ook over Geronimo's reizen naar het rijk Fantasia, maar dan kortere en nieuwe verhalen.
1. De drakentemmer (5 juli 2018)
2. Een nacht tussen de heksen (5 juli 2018)
3. Het geheim van de trollen (18 september 2018)
4. De verborgen voorspelling (18 september 2018)
5. Gevangen in Atlantis (1 februari 2019)
6. Red het kabouterrijk! (1 februari 2019)
7. Het geheim van vrolijk zijn (3 juni 2019)
8. De Sleutel van de Tijd (3 juni 2019)
9. De amulet van de elfenkoning (27 september 2019)

## Reis door de tijd
In de Reis door de tijd-serie reist de lezer samen met de familie Stilton mee door de tijd.
1. Reis door de tijd (23 november 2006)
2. Reis door de tijd 2 (25 augustus 2007)
3. Reis door de tijd 3 (24 november 2010)
4. Reis door de tijd 4 (juni 2012)
5. Reis door de tijd 5 (15 april 2013)
6. Reis door de tijd 6 (8 mei 2014)
7. Reis door de tijd 7 (6 mei 2015)
8. Reis door de tijd 8 - Lang leve de Olympische Spelen! (27 april 2016)
9. Reis door de tijd 9 - Naar de haaien (6 juni 2017)
10. Reis door de tijd 10 - Denderende dino's (13 juli 2018)
11. Reis door de tijd 11 - De achtervolging van Miss Never + De mysterieuze mummie (18 juli 2019)
12. Reis door de tijd 12 - Missie piraat (7 april 2020)
13. Reis door de tijd 13 - Retourtje Olympus (31 mei 2021)
14. Reis door de tijd 14 - Het Piramide Project (20 juli 2022)

## Minireeks Reis door de tijd
Dit zijn dezelfde verhalen als Reis door de tijd, maar dan opgesplitst in de verschillende tijden.
Reis door de tijd:
1. Reis door de tijd 1 - Ontmoeting met een T-rex (4 juli 2017)
2. Reis door de tijd 2 - Het geheim van de piramides (4 juli 2017)
3. Reis door de tijd 3 - Het kasteel van koning Arthur (4 juli 2017)

Reis door de tijd 2:
1. Reis door de tijd 4 - Een wedstrijd voor de keizer (13 oktober 2017)
2. Reis door de tijd 5 - De schat van de Maya's (13 oktober 2017)
3. Reis door de tijd 6 - Aan het hof van de koning (13 oktober 2017)

Reis door de tijd 3:
1. Reis door de tijd 7 - De aanval van de mammoet (8 februari 2018)
2. Reis door de tijd 8 - De dief van de Olympus (1 maart 2018)
3. Reis door de tijd 9 - De uitvindingen van Leonardo (26 maart 2018)

## Noormuizen
Ontmoet de Noormuizen: superstoere muizen die voor niets of niemand bang zijn.
1. Het gevecht tegen de monsterdraken (28 augustus 2015)
2. Zeesnorren en Monsterdraken (26 september 2016)
3. Expeditie Zonnesteek* (23 januari 2018)

*ook verschenen als nummer 75 in de gewone Geronimo Stiltonreeks

## Gi-ga-boeken
De gi-ga-boeken van Geronimo Stilton zijn extra dikke boeken. Vaak gaan ze over bepaalde periodes uit de geschiedenis of komen er in deze boeken belangrijke historische personages aan bod.
1. De grote invasie van Rokford (21 oktober 2009)
2. Schimmen in het Schedelslot (31 oktober 2013)
3. De avonturen van Odysseus (4 maart 2010)
4. De avonturen van koning Arthur (30 januari 2012)
5. De avonturen van Marco Polo (17 september 2012)

## Geronimo Stilton-stripboeken
De stripboeken verschijnen in twee edities met zowel slappe als harde kaft.
1. De ontdekking van Amerika (20 november 2007)
2. Het Geheim van de sfinx (19 maart 2008)
3. Ontvoering in het Colosseum (4 oktober 2008)
4. Op pad met Marco Polo (16 maart 2009)
5. Terug naar de ijstijd (14 september 2009)
6. Wie heeft de Mona Lisa gestolen? (28 september 2010)
7. Op naar de prehistorie! (27 augustus 2010)
8. Lang leve de Olympische Spelen! (8 mei 2012)
9. De strijd om de Eiffeltoren (27 juli 2013)
10. De snelste trein van het Wilde Westen (12 augustus 2014)
11. Een muis op de maan (16 juli 2015)
12. De muizenissige musketiers (26 mei 2016)
13. De eerste samoerai (16 juni 2017)
14. Operatie Shoefongfong (22 augustus 2018)

## Kronieken van Fantasia
In de reeks Kronieken van Fantasia wordt in zes boeken de oeroude geschiedenis van het rijk Fantasia verteld.
1. Het verloren rijk (13 september 2010)
2. De betoverde poort (23 februari 2011)
3. Het sprekende woud (4 oktober 2011)
4. De ring van licht (12 april 2012)
5. Het versteende eiland (11 september 2012)
6. Het geheim van de ridders (14 februari 2013)

## Ridders van Fantasia
De Ridders van Fantasia-serie is het vervolg op de serie Kronieken van Fantasia over de Ridders van de Zilveren Roos.
1. Het Dromenlabyrint (15 september 2013)
2. Het kristallen zwaard (20 februari 2014)
3. Het ontwaken der reuzen (10 december 2014)
4. De duistere kroon (27 maart 2015)

## De 13 Zwaarden
Deze serie is geschreven door Geronimo Stilton en Thea Stilton samen. Centraal staat de Toveracademie in Fantasia.
1. De spiegel der duisternis (25 maart 2016)
2. Het kwade verbond (21 juni 2016)
3. De geheime tunnel (18 november 2016)
4. Het laatste zwaard (3 maart 2017)

## Oerknagers
Oerknagers woonden eeuwen geleden in een prehistorische stad genaamd Rotsfort met als meest moedige van alle oerknagers, Geronimo Stilstone.
1. Wie heeft de vuursteen gestolen? (19 juli 2012)
2. Help,het regent stenen! (12 december 2012)
3. Het pruttelt onder mijn poten (1 maart 2013)
4. Klaar voor de start! De Oerlympische spelen (18 september 2013)
5. Een berg op pootjes (4 januari 2014)
6. De Stenen Moppentapper (26 februari 2014)
7. Dinopech (17 december 2014)
8. Zi-wat zeerat op jacht naar de schat (27 januari 2015)
9. De Verschrikkelijke Sneeuwrat (14 januari 2016)
10. Het feest van de grote donder (10 december 2016)
11. Op zoek naar de oersoep (14 april 2017)

## Knagers voor Klimaat
Een serie over de Stiltons en hun vrienden die zich inzetten voor het behoud van de natuur en de wereld om hen heen!
1. Doe de kraan dicht, Geronimo! (18 februari 2020)
2. Help, mijn batterij is leeg! (18 februari 2020)

## Klassiekers
Dit zijn klassieke jeugdverhalen, die in de boeken door Geronimo Stilton worden herverteld.
1. Het zwaard in de steen (in België: Koning Arthur) (2 december 2009)
2. De drie muisketiers (in België: De drie musketiers) (3 december 2009)
3. De reis om de wereld in 80 dagen (5 december 2009)
4. Schateiland (in België: Schatteneiland) (13 december 2009)
5. Onder moeders vleugels (3 april 2010)
6. Het jungleboek (3 april 2010)
7. De roep van de wildernis (15 november 2010)
8. Robin Hood (15 november 2010)
9. Twintigduizend mijl onder zee (11 april 2011)
10. Heidi (11 april 2011)
11. Sandokan - De piraat (Sandokan - De tijgers van Mompracem) (7 november 2011)
12. Peter Pan (7 november 2011)
13. Alice in Wonderland (25 februari 2012)
14. De avonturen van Tom Sawyer (15 november 2012)
15. De avonturen van Robinson Crusoe (15 januari 2013)
16. De geheime tuin (1 april 2013)
17. De tovenaar van Oz (1 augustus 2013)
18. Op eigen wieken (3 november 2013)
19. Gullivers reizen (19 december 2013)
20. Jolanda, dochter van de zwarte piraat (14 mei 2014)
21. Het monster van Frankenstein (17 december 2014)
22. Moby Dick, de witte walvis (7 juli 2015)
23. Scrooge, een kerstvertelling (15 oktober 2015)
24. De zwarte piraat (24 maart 2016)
25. Sherlock Holmes, meesterspeurder (19 september 2016)
26. De kleine prinses (23 maart 2017)
27. Reis naar het middelpunt van de aarde (28 februari 2018)
28. Het spook van de opera - Thea Stilton (17 december 2020)
29. De sneeuwkoningin (17 december 2020)
30. De bende van de Zwarte Pijl (22 februari 2021)
31. Een midzomernachtdroom - Thea Stilton (25 juli 2021)
32. Het spook van Canterville (4 oktober 2021)
33. De avonturen van Arsène Lupin (31 oktober 2022)

## Buiten de reeks
Van Geronimo Stilton zijn diverse uitgaven buiten de reeks om verschenen.
1. Boekje over geluk
2. Boekje over vrede
3. Het ware verhaal over Geronimo Stilton
4. Koken met Geronimo Stilton
5. Knaag gezond, Geronimo!
6. Tussen gaap en slaap (28 mei 2010)
7. Spelletjesmagazine 1
8. Spelletjesmagazine 2
9. Knutselen met Geronimo & Co (1 december 2009)
10. Vakantie voor iedereen 1
11. Vakantie voor iedereen 2
12. Vakantie voor iedereen 3
13. Vakantie voor iedereen 4
14. Vakantie voor iedereen 5
15. Geronimo's sprookjesboek (19 april 2011)
16. Geronimo's kleur- en spelletjesboek
17. Thea Sisters’ Muizinnige Doeboek (23 juli 2012)
18. Duizend monsters, wat een feest! (1 augustus 2014)
19. Op zoek naar de oersoep (14 april 2017)

## Superhelden
De Superhelden-serie gaat over de Superhelden die Ratstad steeds uit de klauwen van de rioolratten redden.
1. De bende van Ratstad (23 februari 2010)
2. De invasie van de megamonsters (03 september 2010)
3. De aanval van de krekelwroeters (12 januari 2011)
4. Superhelden tegen de dubbelgangers (12 juli 2011)
5. Het gevaarlijke snotmonster (23 september 2011)

## Mini Mysteries
Een reeks met paperbacks over misdaad.
1. Het perfecte bedrog (11 maart 2011)
2. Het monster van Lago Lago (25 februari 2011)
3. De bende van de kat(18 maart 2011)
4. De vervalsmuis (08 april 2011
5. De dubbele diefstal (10 juni 2011)
6. De kaaskorstendief (17 juni 2011)

## Oscar Tortuga
De Oscar Tortuga-serie gaat over Oscar Tortuga, de directeur van de beroemdste krant van kattig Katteneiland, De Krijsende Kater.
1. Losgeld voor Geronimo (19 augustus 2008)
2. Wie wint Geronimo (om op te eten)? (24 maart 2009)
3. De schat van kapitein Kwelgeest (15 oktober 2009)
4. Blijf met je poten van mijn goud af! (18 juni 2010)
5. Er valt niets te lachen, Stilton! (26 oktober 2010)
6. Waar is Kattenklauw? (9 februari 2011)

## Joe Carrot
De Joe Carrot-serie gaat over Joe Carrot, speurderkonijn bij zijn detectivebureau, Carrot & Carrot, het beroemdste bureau van de hele Konijnenarchipel (en ook het enige).
1. Eén minuut voor middernacht (12 januari 2010)
2. De vuurpijl (22 januari 2010)
3. De ongrijpbare Rode Klauw (23 juli 2010)
4. Het duistere huis (07 december 2010)
5. Het rupsenraadsel (10 juni 2011)

## Boeken geschreven door Thea Stilton

### De Thea Sisters
Deze boeken zijn geschreven door de zus van Geronimo, Thea Stilton en gaan over de avonturen van de Thea Sisters.
1. De Drakencode (26 februari 2008)
2. De Thea Sisters op avontuur (27 oktober 2008)
3. De Sprekende Berg (21 januari 2009)
4. De Thea Sisters in Parijs (4 augustus 2009)
5. De verborgen stad (11 november 2009)
6. Het ijzingwekkende geheim (30 januari 2010)
7. Het mysterie van de zwarte pop (22 februari 2010)
8. Schipbreuk in de ruimte (21 juni 2010)
9. New York in rep en roer (13 januari 2011)
10. Diefstal op de Oriënt Express (29 augustus 2011)
11. Op zoek naar de blauwe scarabee (10 november 2011)
12. Gekrakeel om een Schots kasteel (25 juni 2012)
13. Een pracht van een smaragd (15 december 2012)
14. Vijf prima ballerina's (7 maart 2013)
15. Viva flamenco (19 juli 2013)
16. Help, we missen een welp! (1 november 2013)
17. Paniek op Hawaï (3 juli 2014)
18. Liefde aan het hof van de tsaar (2 februari 2015)
19. De jacht op de Zwarte Tulp (17 februari 2016)
20. De Choco Cup (7 april 2017)
21. Carnaval in Venetië (7 februari 2018)
22. De Pioenenkoningin (15 mei 2019)
23. Stripspektakel - avontuur in Vlaanderen (29 juni 2020)
24. Schatgraven op de Bahama's (19 juni 2020)
25. Platgewalst in Wenen (5 oktober 2020)
26. Detectivebureau 'Hart voor de zaak' (1 december 2020)
27. Toestand in Tunesië (20 mei 2021)
28. Vakantie aan de Côte d'Azur (20 juli 2021)
29. Noorderlicht in Noorwegen (15 november 2021)
30. Het mysterie van de magische stenen (15 juni 2022)

### Het leven op Topford
Thea Stilton beschrijft in de serie Het leven op Topford, alle spannende gebeurtenissen die vijf pientere muizinnetjes samen beleven.
1. Liefde in de schijnwerpers (16 maart 2011)
2. Het geheime dagboek van Colette (16 maart 2011)
3. De Thea Sisters in gevaar (19 november 2011)
4. De danswedstrijd (19 november 2011)
5. Het supergeheime project (10 maart 2012)
6. De magische muisical (15 januari 2013)
7. Op naar de top (16 januari 2013)
8. Wie verstopt zich op Topford? (26 juni 2013)
9. Een geheimzinnige liefdesbrief (26 juni 2013)
10. De dierenkliniek (27 april 2014)
11. Bedrog op de catwalk (27 april 2014)
12. Het spookhuis (13 augustus 2014)
13. Een prinsheerlijk feest (13 augustus 2014)
14. Schatjes van schildpadjes (28 mei 2015)
15. Topford in Hollywood sferen (28 mei 2015)
16. Topsport op Topford (16 juni 2016)
17. Onrust op de manege (16 juni 2016)
18. Het skikampioenschap (19 december 2016)
19. Topfords topstylist (19 december 2016)
20. De Thea Sisters in spagaat (14 juli 2017
21. De voetbalsisters (17 juli 2017)
22. Een droombruiloft (6 juli 2018)
23. Operatie Dolfijn (5 juli 2018)
24. Feest op de manege (12 juli 2019)
25. Circus Holderdebolder (12 juli 2019)
26. Puppy kwijt! (16 juni 2020)
27. Game, set, match! (19 juni 2020)
28. Nooit kopje-onder (1 juni 2021)
29. De mooiste zomer (12 juli 2022)
30. De verborgen tuin (Nog niet verschenen)

### De Thea Sisters-stripboeken
Stripboeken rond het personage Thea Stilton.
1. De orka van Walviseiland (22 december 2009)
2. De schat van het Vikingschip (1 juli 2010)

### De AVI-reeks
1. Kanjer van een feest (AVI E4) (08 december 2021)
2. Wie wint de dans (AVI M4) (07 september 2021)
3. Red de paarden (AVI E3) (16 september 2013)
4. Ga mee naar de top (AVI E3) (8 december 2021)
5. De klos in het bos (AVI E3) (13 september 2022)
6. Zing je gek (AVI E4) (01 december 2022)

### De Zeven Rozen
De zeven rozen-serie gaat over de Thea Sisters die in het geheime onderzoekscentrum De Zeven Rozen in fantasiewerelden op avontuur gaan.
1. Het betoverde meer (18 mei 2013)
2. Het Bevroren Paradijs (5 februari 2014)
3. Het Wonderlijke Wolkenland (12 mei 2015)
4. De Feeën van de Zeven Zeeën (14 mei 2016)
5. De verdwenen prinses (16 juni 2017)
6. Het fonkelende Glinsterland (13 juli 2018)
7. Sterren in duisternis (25 mei 2019)
8. De geheime spiegel (22 juli 2020)

### Sirenen
1. Het zeemonster (6 juni 2022)
2. De schat in de diepzee (10 maart 2023)

### Prinsessen van Fantasia
De reeks Prinsessen van Fantasia is een reeks van zes boeken en gaat over vijf prinsessen die ieder een rijk in Fantasia besturen.
1. De IJsprinses (13 september 2010)
2. De Koraalprinses (10 februari 2011)
3. De Woestijnprinses (29 september 2011)
4. De Woudprinses (26 maart 2012)
5. De Schaduwprinses (17 september 2012)
6. De Koningin van de Slaap (14 februari 2013)

### Heksen van Fantasia
Deze serie van zeven boeken is het vervolg op de serie De prinsessen van Fantasia, waarin de 5 prinsessen het opnemen tegen een nieuwe kwade macht: de Grauwe Heksen.
1. De heks van Eb en Vloed (16 augustus 2013)
2. De heks van Vuur en Vlam (15 november 2013)
3. De heks van Klank en Toon (17 januari 2014)
4. De heks van Weer en Wind (1 september 2014)
5. De heks van Stof en As (20 maart 2015)
6. De heks van Geur en Kleur (4 augustus 2015)
7. De heks van Al het Kwaad (18 november 2015)

### Prinsessen van Wonderrijk
Nieuwe serie over de prinsessen van Fantasia.
1. Het Boek der Raadselen (17 april 2018)
2. De Droombewaker (17 april 2018)
3. Magische herinneringen (20 november 2018)
4. De vuurcirkel (15 mei 2019)

### Prinsessen van de Dageraad
1. Elin (12 november 2019)
2. Nemis (5 oktober 2020)
3. Sybil (17 juni 2021)

### De 13 Zwaarden
Deze serie is geschreven door Geronimo Stilton en Thea Stilton samen. Centraal staat de Toveracademie in Fantasia.
1. De spiegel der duisternis (25 maart 2016)
2. Het kwade verbond (18 juli 2016)
3. De geheime tunnel (18 november 2016)
4. Het laatste zwaard (3 maart 2017)

### Overige boeken
1. Thea Stilton - De prins van Atlantis (20 juni 2011)